# Talupes orientalis
Talupes orientalis là một loài bọ cánh cứng trong họ Cerambycidae.